# Силогизъм
Силогизмът (на гръцки: συλλογισμός) е дедуктивно умозаключение с две предпоставки, свързани със среден термин, наречен медиатор, при което се прави извод. Предпоставките се делят на голяма предпоставка и малка предпоставака. Силогизмите са обект на изучаване от науката логика.

## Произход на термина
Въведен е от Аристотел, на старогръцки означава „извеждане“, „доказателство“.

## Използване
Силогизмите позволяват правилното движение на логичната мисъл и стигането до дадено умозаключение, имайки предвид дадени факти за обект или явление. Пример за силогизъм е следната схема:
Всички хора са смъртни. (голяма предпоставка)
Всички гърци са хора. (малка предпоставка)
——————————————————————
Всички гърци са смъртни. (извод)
Символното записване на тази схема е следното:
М-Р
S-M
——————
S-P
| 1 | Barbara | Barbari |         |         | Darii  |         |          | Ferio    | Celaront | Celarent |           |           |        |         |
| 2 |         |         |         |         |        |         |          | Festino  | Cesaro   | Cesare   | Camestres | Camestros | Baroco |         |
| 3 |         |         |         | Darapti | Datisi | Disamis | Felapton | Ferison  |          |          |           |           |        | Bocardo |
| 4 |         |         | Bamalip |         |        | Dimatis | Fesapo   | Fresison |          |          | Calemes   | Calemos   |        |         |